# Lista de mídias da série Deus Ex

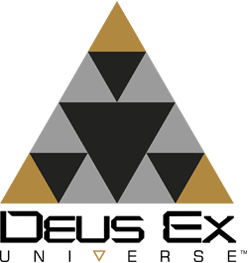
Logo do Deus Ex Universe, série multimídia formada por obras que se passam no universo Deus Ex.

Deus Ex é uma franquia que consiste principalmente de jogos eletrônicos dos gêneros RPG de ação, tiro em primeira pessoa e stealth que se passam em um futuro distópico marcado por uma ambientação cyberpunk, sociedades secretas e teorias da conspiração. A série principal é formada por quatro títulos lançados entre 2000 e 2016. Além disso, há também spin-offs, romances e histórias em quadrinhos projetadas para aprofundar o mundo em que a franquia se passa, todos reunidos sob a marca do Deus Ex Universe.
O primeiro título da série foi Deus Ex, lançado em 2000 para computadores pessoais e desenvolvido pela Ion Storm. Uma sequência chamada Deus Ex: Invisible War estreou em 2003, novamente produzida pela Ion Storm. A empresa realizou em seguida várias tentativas fracassadas de desenvolver um terceiro título da série Deus Ex, com as duas principais tendo sido Deus Ex: Insurrection e Deus Ex 3, porém esses esforços foram suspensos quando a publicadora Eidos Interactive fechou em 2005. A responsabilidade de desenvolver jogos para a franquia foi logo depois passada para a recém estabelecida Eidos-Montréal. O terceiro jogo da série, Deus Ex: Human Revolution, foi finalmente lançado em 2011, enquanto sua sequência Deus Ex: Mankind Divided estreou em 2016.
Além dos jogos da série principal, a franquia Deus Ex conta com outros quatro jogos eletrônicos secundários. O primeiro foi Deus Ex: The Fall em 2013, seguido por Deus Ex Go em 2016. Os últimos dois títulos secundários são experiências paralelas de Mankind Divided: Deus Ex: Breach e Deus Ex: Mankind Divided – VR Experience, ambos lançados em 2017. Há também dois romances e duas novelas escritas por James Swallow, três histórias em quadrinhos, quatro livros contendo artes conceituais dos jogos desenvolvidos pela Eidos-Montréal, e mais cinco álbuns com diferentes versões das trilhas sonoras de Human Revolution, Mankind Divided e Breach.

## Jogos eletrônicos

### Principais
| Título | Detalhes |
| --- | --- |
| Deus Ex Data de lançamento original: 23 de junho de 2000                                                                                   | Anos de lançamento por sistema: 2000 – Microsoft Windows, Mac OS 2002 – PlayStation 2 2012 – PlayStation 3 |
| Deus Ex Data de lançamento original: 23 de junho de 2000                                                                                   | Notas: - Desenvolvido pela Ion Storm - Publicado pela Eidos Interactive - Versão para PlayStation 2 lançada como Deus Ex: The Conspiracy - Versão para PlayStation 3 lançada digitalmente na Europa através da PlayStation Network |
| Deus Ex: Invisible War Datas de lançamento originais: - AN: 2 de dezembro de 2003 - EU: 5 de março de 2004 - JP: 17 de junho de 2004       | Anos de lançamento por sistema: 2003 – Microsoft Windows, Xbox |
| Deus Ex: Invisible War Datas de lançamento originais: - AN: 2 de dezembro de 2003 - EU: 5 de março de 2004 - JP: 17 de junho de 2004       | Notas: - Desenvolvido pela Ion Storm - Publicado pela Eidos Interactive - Versão para PlayStation 2 cancelada |
| Deus Ex: Human Revolution Datas de lançamento originais: - AN: 23 de agosto de 2011 - EU: 26 de agosto de 2011 - JP: 20 de outubro de 2011 | Anos de lançamento por sistema: 2011 – Microsoft Windows, PlayStation 3, Xbox 360 2012 – OS X 2013 – Wii U |
| Deus Ex: Human Revolution Datas de lançamento originais: - AN: 23 de agosto de 2011 - EU: 26 de agosto de 2011 - JP: 20 de outubro de 2011 | Notas: - Desenvolvido pela Eidos-Montréal - Trabalhos adicionais realizados pela Goldtooth Creative e Grip Entertainment - Conversão para Microsoft Windows desenvolvida pela Nixxes Software - Conversão para OS X desenvolvida pela Feral Interactive - Publicado pela Square Enix - Expansão The Missing Link lançada digitalmente em outubro de 2011 - Versão para OS X lançada como Deus Ex: Human Revolution – Ultimate Edition - Deus Ex: Human Revolution – Director's Cut lançado em outubro de 2013 |
| Deus Ex: Mankind Divided Data de lançamento original: 23 de agosto de 2016                                                                 | Anos de lançamento por sistema: 2016 – Microsoft Windows, PlayStation 4, Xbox One, Linux 2017 – macOS |
| Deus Ex: Mankind Divided Data de lançamento original: 23 de agosto de 2016                                                                 | Notas: - Desenvolvido pela Eidos-Montréal - Conversão para Microsoft Windows desenvolvida pela Nixxes Software e Advanced Micro Devices - Conversões para Linux e macOS desenvolvidas pela Feral Interactive - Publicado pela Square Enix - Expansão Desperate Measures lançada digitalmente como parte da pré-venda - Expansão System Rift lançada digitalmente em setembro de 2016 - Expansão A Criminal Past lançada digitalmente em fevereiro de 2017                                                     |

### Secundários
| Título                                                                                      | Detalhes |
| ------------------------------------------------------------------------------------------- | --- |
| Deus Ex: The Fall Data de lançamento original: 10 de julho de 2013                          | Anos de lançamento por sistema: 2013 – iOS 2014 – Android, Microsoft Windows                                                                              |
| Deus Ex: The Fall Data de lançamento original: 10 de julho de 2013                          | Notas: - Desenvolvido pela N-Fusion Interactive - Publicado pela Square Enix                                                                              |
| Deus Ex Go Data de lançamento original: 18 de agosto de 2016                                | Anos de lançamento por sistema: 2016 – Android, iOS 2017 – Microsoft Windows                                                                              |
| Deus Ex Go Data de lançamento original: 18 de agosto de 2016                                | Notas: - Desenvolvido pela Square Enix Montréal - Publicado pela Square Enix                                                                              |
| Deus Ex: Breach Data de lançamento original: 24 de janeiro de 2017                          | Anos de lançamento por sistema: 2017 – Microsoft Windows                                                                                                  |
| Deus Ex: Breach Data de lançamento original: 24 de janeiro de 2017                          | Notas: - Desenvolvido pela Eidos-Montréal - Publicado pela Square Enix - Originalmente um modo de Mankind Divided - Lançado digitalmente através da Steam |
| Deus Ex: Mankind Divided – VR Experience Data de lançamento original: 24 de janeiro de 2017 | Anos de lançamento por sistema: 2017 – HTC Vive, Oculus Rift                                                                                              |
| Deus Ex: Mankind Divided – VR Experience Data de lançamento original: 24 de janeiro de 2017 | Notas: - Desenvolvido pela Eidos-Montréal - Publicado pela Square Enix - Lançado digitalmente através da Steam                                            |

## Outras mídias

### Romances
| Deus Ex: Icarus Effect | James Swallow | Del Rey     | 22 de fevereiro de 2011 | [ 53 ] |
| Notas: - Romance prequela de The Fall |               |             |                         |        |
| Deus Ex: Fallen Angel | James Swallow | Square Enix | 22 de outubro de 2013   | [ 54 ] |
| Notas: - Novela prequela de Human Revolution - Lançada junto com Human Revolution – Director's Edition                                                |               |             |                         |        |
| Deus Ex: Black Light | James Swallow | Titan Books | 23 de agosto de 2016    | [ 55 ] |
| Notas: - Romance sequência de Human Revolution e prequela de Mankind Divided                                                                          |               |             |                         |        |
| Deus Ex: Hard Line | James Swallow | Square Enix | 23 de agosto de 2016    | [ 42 ] |
| Notas: - Novela sequência de The Fall e prequela de Mankind Divided - Lançada como bônus da Edição de Colecionador e Edição Dia Um de Mankind Divided |               |             |                         |        |

### Quadrinhos
| Título | Autor               | Editora      | Data de publicação                    | Ilustrador(es)                    | Ref.                 |
| --- | ------------------- | ------------ | ------------------------------------- | --------------------------------- | -------------------- |
| Deus Ex: Human Revolution | Robbie Morrison     | DC Comics    | 9 de fevereiro – 20 de julho de 2011  | Sergio Sandoval & Trevor Hairsine | [ 56 ] [ 57 ]        |
| Notas: - Adaptação de Human Revolution - Série limitada com seis edições                                                              |                     |              |                                       |                                   |                      |
| Deus Ex Universe: Children's Crusade                                                                                                  | Alexander C. Irvine | Titan Comics | 10 de fevereiro – 29 de junho de 2016 | Marco Turini & John Aggs          | [ 58 ] [ 59 ] [ 60 ] |
| Notas: - Prequela de Mankind Divided - Série limitada com cinco edições - Coleção completa publicada em agosto de 2016                |                     |              |                                       |                                   |                      |
| Deus Ex Universe: The Dawning Darkness                                                                                                | Alexander C. Irvine | Square Enix  | 23 de agosto de 2016                  | John Aggs                         | [ 42 ]               |
| Notas: - Prequela de Mankind Divided - Edição única - Lançada como bônus da Edição de Colecionador e Edição Dia Um de Mankind Divided |                     |              |                                       |                                   |                      |

### Livros de arte
| Deus Ex: Human Revolution – Design Work                                | Square Enix | 23 de agosto de 2011 | [ 61 ] |
| Notas: - Lançado junto com a Edição Aprimorada de Human Revolution     |             |                      |        |
| Deus Ex: Mankind Divided – Design Work                                 | Square Enix | 23 de agosto de 2016 | [ 62 ] |
| Notas: - Lançado junto com a Edição de Colecionador de Mankind Divided |             |                      |        |
| The Art of Deus Ex Universe                                            | Titan Books | 23 de agosto de 2016 | [ 63 ] |
| Notas: - Por Paul Davies                                               |             |                      |        |
| The Art of Deus Ex Universe – Limited Edition                          | Titan Books | 23 de agosto de 2016 | [ 64 ] |
| Notas: - Por Paul Davies                                               |             |                      |        |

### Álbuns
| Título                                                          | Título                                                          | Compositor(es)                                 | Data de lançamento     | Gravadora                 | Ref.   |
| --------------------------------------------------------------- | --------------------------------------------------------------- | ---------------------------------------------- | ---------------------- | ------------------------- | ------ |
| Deus Ex: Human Revolution Original Soundtrack                   | Deus Ex: Human Revolution Original Soundtrack                   | Michael McCann                                 | 15 de novembro de 2011 | Sumthing Else Music Works | [ 65 ] |
|                                                                 |                                                                 |                                                |                        |                           |        |
| Deus Ex: Mankind Divided Original Soundtrack                    | Deus Ex: Mankind Divided Original Soundtrack                    | Michael McCann, Sascha Dikiciyan & Ed Harrison | 2 de dezembro de 2016  | Sumthing Else Music Works | [ 66 ] |
|                                                                 |                                                                 |                                                |                        |                           |        |
| Deus Ex: Mankind Divided Original Soundtrack – Extended Edition | Deus Ex: Mankind Divided Original Soundtrack – Extended Edition | Michael McCann, Sascha Dikiciyan & Ed Harrison | 2 de dezembro de 2016  | Sumthing Else Music Works | [ 66 ] |
|                                                                 |                                                                 |                                                |                        |                           |        |
| Deus Ex: Human Revolution Original Soundtrack – Limited Edition | Deus Ex: Human Revolution Original Soundtrack – Limited Edition | Michael McCann                                 | 2 de dezembro de 2016  | Sumthing Else Music Works | [ 66 ] |
|                                                                 |                                                                 |                                                |                        |                           |        |
| Deus Ex: Breach Original Soundtrack                             | Deus Ex: Breach Original Soundtrack                             | Ed Harrison                                    | 30 de maio de 2017     | Eidos-Montréal            | [ 67 ] |
|                                                                 |                                                                 |                                                |                        |                           |        |